# Borna-Heinersdorf
Borna-Heinersdorf, Chemnitz-Borna-Heinersdorf – dzielnica miasta Chemnitz w Niemczech, w kraju związkowym Saksonia.